# Rhadinopsylla beillardae
Rhadinopsylla beillardae är en loppart som beskrevs av Beaucournu et Launay 1978. Rhadinopsylla beillardae ingår i släktet Rhadinopsylla och familjen mullvadsloppor. Inga underarter finns listade i Catalogue of Life.